# Little Voice (serie de televisión)
Little Voice (también conocida como Her Voice en Europa) es una serie de televisión de comedia dramática romántica estadounidense creada por Sara Bareilles y Jessie Nelson  para Apple TV+. La serie se estrenó el 10 de julio de 2020.  En agosto de 2021, la serie fue cancelada después de una temporada.  Fue lanzado con una banda sonora.

## Argumento
Little Voice explora "el viaje universal de encontrar tu voz auténtica a los 20 años. Se describe como una historia fresca e intensamente romántica sobre la búsqueda de tu verdadera voz... y el coraje para usarla". 

## Elenco

### Principal
- Brittany O'Grady como Bess Alice King
- Sean Teale como Ethan
- Colton Ryan como Samuel
- Shalini Bathina como Prisha
- Kevin Valdez como Louie King
- Phillip Johnson Richardson como Benny

### Periódico
- Chuck Cooper como Percy King
- Nadia Mohebban como Ananya
- Sam Lazarus como Phil
- Mark Blane como Zack
- Andrew Duff como Ted
- Ned Eisenberg como Al
- Samrat Chakrabarti como Anil
- Gopal Divan como Sundeep
- Sakina Jaffrey como Vilina
- Luke Kirby como Jeremy
- June Squibb como la señora Daisy Finch
- Becky Ann Baker como Elaine

## Episodios
| N.º | Título                  | Dirigido por       | Escrito por                                         | Fecha de emisión original |
| --- | ----------------------- | ------------------ | --------------------------------------------------- | ------------------------- |
| 1   | «I Don't Know»          | Jessie Nelson      | Jessie Nelson y Sara Bareilles                      | 10 de julio de 2020       |
| 2   | «I Will Survive»        | Christopher Storer | Daniel Goldfarb                                     | 10 de julio de 2020       |
| 3   | «Dear Hope»             | Cherien Dabis      | Suzanne Heathcote                                   | 10 de julio de 2020       |
| 4   | «Love Hurts»            | Jessie Nelson      | Sara Bareilles, Jessica Lamour y Jessie Nelson      | 17 de julio de 2020       |
| 5   | «Quick, Quick Slow»     | Emma Westenberg    | Meghan Kennedy                                      | 24 de julio de 2020       |
| 6   | «Tell Her»              | Jessie Nelson      | Karen Leigh Hopkins y Jessie Nelson                 | 31 de julio de 2020       |
| 7   | «Ghost Light»           | Jessie Nelson      | Meghan Kennedy y Cirocco Dunlap                     | 10 de agosto de 2020      |
| 8   | «Sea Change»            | Bart Freundlich    | Meghan Kennedy y Jessie Nelson                      | 14 de agosto de 2020      |
| 9   | «Sing What I Can't Say» | Jessie Nelson      | Karen Leigh Hopkins, Jessie Nelson y Meghan Kennedy | 21 de agosto de 2020      |

## Producción

### Desarrollo
El 6 de junio de 2018, se anunció que Apple había dado a la producción una orden directa de serie para una primera temporada compuesta por diez episodios. El episodio piloto fue escrito y dirigido por Jessie Nelson, quien también sería productor ejecutivo junto a Sara Bareilles, JJ Abrams y Ben Stephenson. Además de Nelson, otros directores de la serie incluyen a Cherien Dabis, Bart Freundlich, Christopher Storer y Emma Westenberg.  También se esperaba que Nelson actuara como showrunner de la serie, y Bareilles escribió canciones originales para la serie. Las compañías productoras involucradas en la serie incluyen Warner Bros. Television y Bad Robot Productions.  El 4 de agosto de 2021, Apple canceló la serie después de una temporada. 

### Casting
En octubre de 2019, se anunció que Brittany O'Grady, Shalini Bathina, Sean Teale y Colton Ryan se habían unido al elenco de la serie como miembros del elenco principal. Al mismo tiempo, se anunció que Samrat Chakrabarti, Gopal Divan, Sakina Jaffrey y Emma Hong también se unirían al elenco.  El 21 de mayo de 2020, se anunció que Kevin Valdez, Phillip Johnson Richardson y Chuck Cooper también protagonizarían la serie. 

## Lanzamiento
El 21 de mayo de 2020, se anunció que la serie se estrenaría el 10 de julio de 2020.  El 12 de junio de 2020 se lanzó el tráiler oficial de la serie. 

## Respuesta de la crítica
En el agregador de reseñas Rotten Tomatoes, Little Voice tiene un índice de aprobación del 77 % basado en 30 reseñas, con una calificación promedio de 5,88/10. El consenso crítico del sitio web dice: "La melodía sincera de Little Voice es un poco demasiado familiar, pero un elenco atractivo liderado por Brittany O'Grady y la música pegadiza de Sara Bareilles crean una borrachera veraniega alegre".  Metacritic le dio a la serie un puntaje promedio ponderado de 60 sobre 100 basado en 18 reseñas, lo que indica "críticas mixtas o promedio". 
Carolyn Siede de The AV Club le dio a la primera temporada una B− por algunas actuaciones buenas y alentadoras pero una actuación dispersa de Brittany O'Grady y tramas excesivas. 

## More Love: Songs from Little Voice Season One
More Love: Songs from Little Voice Season One es un álbum de la artista pop estadounidense Sara Bareilles lanzado en Epic Records el 9 de septiembre. 4, 2020. El lanzamiento también es una banda sonora de la primera temporada de Little Voice. El álbum está compuesto por grabaciones de Bareilles de las canciones que grabó para el elenco de la serie.  El álbum alcanzó el puesto 32 en su primera semana en la lista de ventas de álbumes Billboard el 19 de septiembre. 

### Listado de canciones
1. "I Don't Know Anything" (Bareilles) – 3:13
2. "More Love" (Jack Antonoff y Bareilles) – 3:50
3. "King of the Lost Boys" (Bareilles, Jason Blynn, Earl the Squirrel, y Peter William Harper) – 4:34
4. "Dear Hope" (Bareilles) – 4:22
5. "Ghost Light" (Bareilles) – 4:18
6. "Simple and True" (Bareilles) – 3:39
7. "Coming Back to You" (Bareilles) – 3:56
8. "In July" (Jack DeBose and Samora Pinderhughes) – 4:04
9. "Tell Her" (Bareilles, Hillary Lindsey, Lori McKenna, y Justin Trantor) – 4:58
10. "Little Voice" (Bareilles) – 4:24